# N-vinilpirrolidona
N-vinilpirrolidona é o monômero da polivinilpirrolidona.